# Sinești, Ungheni
Sinești, Ungheni este o localitate în Raionul Ungheni, Republica Moldova.
La 2 km sud-vest de sat, pe panta stângă a vâlcelei râului Pojarna, Tincău, este amplasată panta abruptă de lângă satul Sinești, o arie protejată din categoria monumentelor naturii de tip geologic sau paleontologic.

## Personalități
- Grigore Osipov-Sinești (1907–1989), medic stomatolog, a înființat în anul 1935 în cadrul Spitalului „Sfântul Spiridon” din Iași primul centru de chirurgie maxilo-facială, devenit ulterior Centrul de Chirurgie Buco-Maxilo-Facială.